# Círculo de Suabia
El Círculo de Suabia (en alemán: Schwäbischer Reichskreis) era un círculo imperial del Sacro Imperio Romano Germánico.
Los Estados más importantes del círculo fueron el Ducado de Wurtemberg, el Obispado de Augsburgo y los margraviatos de Baden y Baden-Baden. Además, estaba compuesto por un gran número de Estados de menor importancia. Tanto es así que, en 1792, lo formaban 88.
A la cabeza de la circunscripción se situaban el duque de Wurtemberg y el obispo de Constanza (sustituido por el margrave de Baden tras el proceso de Mediatización y Secularización). El lugar de reunión solía ser la ciudad de Ulm.

## Composición
El círculo estaba formado por los siguientes Estados:
| Nombre                    | Tipo de entidad       | Comentarios                                                                                 |
| ------------------------- | --------------------- | ------------------------------------------------------------------------------------------- |
| Aalen                     | Ciudad Imperial Libre | Desde 1360.                                                                                 |
| Augsburgo                 | Obispado              |                                                                                             |
| Augsburgo                 | Ciudad Imperial Libre |                                                                                             |
| Königsegg-Aulendorf       | Señorío               |                                                                                             |
| Baar                      | Landgraviato          |                                                                                             |
| Baden                     | Margraviato           | Dividido en Baden-Durlach y Baden-Baden entre 1535 y 1771.                                  |
| Baden-Baden               | Margraviato           | Subdivisión de Baden desde 1535.                                                            |
| Baden-Durlach             | Margraviato           | Subdivisión de Baden desde 1535.                                                            |
| Baden-Hachberg-Sausenberg | Margraviato           |                                                                                             |
| Baindt                    | Abadía                | Reichsfreiheit desde 1376.                                                                  |
| Biberach an der Riß       | Ciudad Imperial Libre | Reichsfreiheit desde 1281.                                                                  |
| Bonndorf                  | Señorío               | Reichsfreiheit desde 1609.                                                                  |
| Bopfingen                 | Ciudad Imperial Libre | Desde 1241.                                                                                 |
| Buchau                    | Abadía                | Establecido en 819 por Ludovico Pío.                                                        |
| Buchau                    | Ciudad Imperial Libre | Desde el siglo XIII                                                                         |
| Buchhorn                  | Ciudad Imperial Libre | Reichsfreiheit desde 1275.                                                                  |
| Constanza                 | Obispado              |                                                                                             |
| Dinkelsbühl               | Ciudad Imperial Libre | Desde 1351.                                                                                 |
| Eberstein                 | Condado               | Anexionado en 1660 por Wurtemberg.                                                          |
| Eglingen                  | Señorío               | Vinculado a los Thurn und Taxis desde1726.                                                  |
| Eglofs                    | Señorío               | .                                                                                           |
| Elchingen                 | Abadía                | Establecido en 1120. Reichsfreiheit desde 1485.                                             |
| Ellwangen                 | Preboste              | Establecido en 1460 como sucesor de la abadía de Ellwangen.                                 |
| Esslingen am Neckar       | Ciudad Imperial Libre | Desde 1229.                                                                                 |
| Familia Fugger            | Freiherr              |                                                                                             |
| Fürstenberg               | Condado               |                                                                                             |
| Fürstenberg-Blumberg      | Condado               | Subdivisión de Fürstenberg en 1559.                                                         |
| Fürstenberg-Messkirch     | Condado               | Subdivisión de Fürstenberg-Blumberg en 1614.                                                |
| Fürstenberg-Stühlingen    | Condado               | Subdivisión de Fürstenberg-Blumberg en 1614.                                                |
| Fürstenberg-Heiligenberg  | Condado               | Subdivisión de Fürstenberg en 1559.                                                         |
| Gengenbach                | Abadía                |                                                                                             |
| Gengenbach                | Ciudad Imperial Libre | Desde 1360.                                                                                 |
| Giengen an der Brenz      | Ciudad Imperial Libre | Desde 1391.                                                                                 |
| Gundelfingen              | Señorío               | Anexionado por Baden en 1507.                                                               |
| Gutenzell                 | Abadía                | Establecido en 1237. Reichsfreiheit desde 1437.                                             |
| Hausen                    | Señorío               |                                                                                             |
| Heggbach                  | Abadía                | Establecido en 1231. Reichsfreiheit desde 1428.                                             |
| Heilbronn                 | Ciudad Imperial Libre | Reichsfreiheit desde 1371.                                                                  |
| Heiligenberg              | Condado               | Vinculado a los Condes de Fürstenberg desde 1535.                                           |
| Hohenems                  | Condado               | Reichsfreiheit desde 1560. Vinculado a los Habsburgo desde 1765.                            |
| Hohengeroldseck           | Condado               |                                                                                             |
| Hohenhöwen                | Señorío               |                                                                                             |
| Hohenzollern              | Condado               | Condado de Zollern desde el siglo XI.                                                       |
| Hohenzollern-Hechingen    | Condado               | Subdivisión de Hohenzollern desde 1576. Principado desde 1623.                              |
| Hohenzollern-Haigerloch   | Condado               | Subdivisión de Hohenzollern from 1576. Anexionado por Hohenzollen-Sigmaringen en 1767.      |
| Hohenzollern-Sigmaringen  | Condado               | Subdivisión de Hohenzollern desde 1576. Principado desde 1623.                              |
| Irsee                     | Abadía                | Establecido en 1186. Reichsfreiheit desde 1694.                                             |
| Isny                      | Ciudad Imperial Libre | Desde 1365.                                                                                 |
| Justingen                 | Señorío               | Anexionado por Württemberg en 1751.                                                         |
| Kaisheim                  | Abadía                | Establecido en 1133. Abadía Imperial desde 1346.                                            |
| Kaufbeuren                | Ciudad Imperial Libre | Reichsfreiheit desde 1286.                                                                  |
| Kempten                   | Abadía                | Establecido en 752. Reichsfreiheit desde 1062.                                              |
| Kempten im Allgäu         | Ciudad Imperial Libre | Reichsfreiheit desde 1289.                                                                  |
| Kinzigtal                 | Señorío               | Vinculado a Fürstenberg desde 1291.                                                         |
| Klettgau                  | Landgraviato          |                                                                                             |
| Königsegg                 | Señorío               |                                                                                             |
| Königsegg-Aulendorf       | Señorío               | Subdivisión de Königsegg desde 1622.                                                        |
| Königsegg-Rothenfels      | Señorío               | Subdivisión de Königsegg desde 1622.                                                        |
| Leutkirch im Allgäu       | Ciudad Imperial Libre | Reichsfreiheit desde 1293.                                                                  |
| Liechtenstein             | Principado            | Anexionado por Principado de Liechtenstein en 1699.                                         |
| Lindau                    | Abadía                | Establecido en 822. Reichsfreiheit desde 1466.                                              |
| Lindau                    | Ciudad Imperial Libre | Reichsfreiheit desde 1275.                                                                  |
| Mainau                    | Comandancia           | Vinculado a la Orden Teutónica desde 1272.                                                  |
| Marchtal                  | Abadía                | Establecido en 776. Reichsfreiheit desde 1500.                                              |
| Memmingen                 | Ciudad Imperial Libre | Reichsfreiheit desde 1286.                                                                  |
| Meßkirch                  | Señorío               |                                                                                             |
| Mindelheim                | Señorío               |                                                                                             |
| Neresheim                 | Abadía                | Establecido en 1095. Reichsfreiheit desde 1764.                                             |
| Nördlingen                | Ciudad Imperial Libre | Reichsfreiheit desde 1215.                                                                  |
| Ochsenhausen              | Abadía                | Establecido en 1090. Reichsfreiheit desde 1495.                                             |
| Oettingen                 | Condado               |                                                                                             |
| Oettingen-Oettingen       | Condado               | Subdivisión de Oettingen desde 1522. Principado desde 1674.                                 |
| Oettingen-Wallerstein     | Condado               | Subdivisión de Oettingen desde 1522. Principado desde 1674.                                 |
| Oettingen-Spielberg       | Condado               | Subdivisión de Oettingen-Wallerberg desde 1623. Principado desde 1734.                      |
| Offenburg                 | Ciudad Imperial Libre | Reichsfreiheit desde 1240.                                                                  |
| Petershausen              | Abadía                |                                                                                             |
| Pfullendorf               | Ciudad Imperial Libre | Reichsfreiheit desde 1220.                                                                  |
| Ravensburg                | Ciudad Imperial Libre | Reichsfreiheit desde 1278.                                                                  |
| Reutlingen                | Ciudad Imperial Libre | Desde 1240.                                                                                 |
| Roggenburg                | Abadía                | Establecido en 1126. Reichsfreiheit desde 1482.                                             |
| Rot an der Rot            | Abadía                | Establecido en 1126. Reichsfreiheit desde 1376.                                             |
| Rothenfels                | Condado               |                                                                                             |
| Rottenmünster             | Abadía                | Establecido en 1224. Reichsfreiheit desde 1237.                                             |
| Rottweil                  | Ciudad Imperial Libre | Reichsfreiheit desde 1434. Vinculado a la Confederación Helvética entre 1519 y 1689.        |
| Salem                     | Abadía                | Establecido en 1134. Reichsfreiheit desde 1142.                                             |
| Schussenried              | Abadía                | Establecido en 1183. Reichsfreiheit desde 1440.                                             |
| Schwäbisch Gmünd          | Ciudad Imperial Libre | Desde 1250.                                                                                 |
| Schwäbisch Hall           | Ciudad Imperial Libre | Desde 1280.                                                                                 |
| Sickingen                 | Señorío               |                                                                                             |
| Söflingen                 | Abadía                | Establecido en 1258. Reichsfreiheit desde 1773.                                             |
| St George in Isny         | Abadía                | Establecido en 1096. Reichsfreiheit desde 1781.                                             |
| Staufen                   | Señorío               |                                                                                             |
| Stühlingen                | Landgraviato          |                                                                                             |
| Teck                      | Ducado                |                                                                                             |
| Tettnang                  | Señorío               |                                                                                             |
| Thannhausen               | Señorío               |                                                                                             |
| Tengen                    | Condado               | Vinculado a la Orden Teutónica desde 1488.                                                  |
| Überlingen                | Ciudad Imperial Libre | Reichsfreiheit desde 1400.                                                                  |
| Ulm                       | Ciudad Imperial Libre | Reichsfreiheit desde el siglo XII.                                                          |
| Ursberg                   | Abadía                | Establecido en 1128.Reichsfreiheit desde 1143.                                              |
| Waldburg-Sonnenburg       | Senescalado           | Reichsfreiheit desde 1463.                                                                  |
| Waldburg-Trauchburg       | Senescalado           |                                                                                             |
| Waldburg-Scheer           | Senescalado           |                                                                                             |
| Waldburg-Wolfegg-Zeil     | Senescalado           |                                                                                             |
| Waldburg-Wolfegg          | Senescalado           | Subdivisión de Waldburg-Wolfegg-Zeil desde 1589. Condado desde 1628.                        |
| Waldburg-Waldsee          | Senescalado           | Subdivisión de Waldburg-Wolfegg desde 1667. Principado desde 1803.                          |
| Waldburg-Zeil             | Senescalado           | Subdivisión de Waldburg-Wolfegg-Zeil desde 1589. Condado desde 1628. Principado desde 1803. |
| Waldburg-Wurzach          | Senescalado           | Subdivisión de Waldburg-Zeil desde 1674. Principado desde 1803.                             |
| Wangen im Allgäu          | Ciudad Imperial Libre | Reichsfreiheit desde 1286.                                                                  |
| Weil der Stadt            | Ciudad Imperial Libre | Desde 1275.                                                                                 |
| Weingarten                | Abadía                | Establecido en 1056. Reichsfreiheit desde 1274.                                             |
| Weißenau                  | Abadía                | Establecido en 1145. Reichsfreiheit desde 1257.                                             |
| Wettenhausen              | Preboste              | Desde 1130.                                                                                 |
| Wiesensteig               | Señorío               | Dividido entre Fürstenberg y Ducado de Baviera en 1627.                                     |
| Wimpfen                   | Ciudad Imperial Libre | Desde 1300.                                                                                 |
| Wurtemberg                | Ducado                | Condado de Wirtemberg desde el siglo XII. Ducado desde 1495.                                |
| Zell am Harmersbach       | Ciudad Imperial Libre | Desde el siglo XIV.                                                                         |
| Zwiefalten                | Abadía                | Establecido en 1089. Reichsfreiheit desde 1750.                                             |

- Datos: Q741966
- Multimedia: Swabian Circle / Q741966